# 侯山宫
侯山宫，位于中国福建省平和县小溪镇西林村，前身为敦和宫，因明正德九年（1514年）书法家凡允临题匾“侯山玉壁”，故改名侯山宫。现存建筑保持清代风格，由门楼、大殿和左侧碧云室组成，占地面积1390平方米。侯山李氏第十三代孙李创早期渡台，清乾隆二十年（1755年）回乡奉玄坛元帅到台设坛建庙，仍以“敦和宫”为名；而后以供奉玄坛元帅的宫庙在台湾逐渐扩散，现已达二十多座。2009年11月16日公布为第七批福建省文物保护单位。